# Red Letter Year
Red Letter Year è il sedicesimo album in studio della cantautrice statunitense Ani DiFranco, pubblicato nel 2008.

## Tracce
Testi e musiche di Ani DiFranco.
1. Red Letter Year – 4:17
2. Alla This – 3:13
3. Present/Infant – 3:02
4. Smiling Underneath – 4:59
5. Way Tight – 3:50
6. Emancipated Minor – 4:30
7. Good Luck – 2:35
8. The Atom – 5:26
9. Round a Pole – 2:58
10. Landing Gear – 2:55
11. Star Matter – 2:48
12. Red Letter Year Reprise – 6:26
13. Good Luck (alternative version) (iTunes bonus track) – 2:31